# Jelatang
Jelatang is een bestuurslaag in het regentschap Merangin van de provincie Jambi, Indonesië. Jelatang telt 2503 inwoners (volkstelling 2010).